# Tocuz
Tocuz è un comune della Moldavia situato nel distretto di Căușeni di 4.442 abitanti al censimento del 2004.